# Philippe Gault
Pour les articles homonymes, voir Gault.
Philippe Gault est une personnalité française du monde des médias, journaliste puis dirigeant engagé dans l'aventure des radios libres depuis 1981, année où il crée la première radio libre à Poitiers. Il a présidé le Syndicat interprofessionnel des radios et télévisions indépendantes (SIRTI) de 1994 à septembre 2015.

## Biographie
Philippe Gault, né à Paris dans le 16e arrondissement le 29 décembre 1956, est le fils de Claudie Cachard, psychiatre, psychanalyste et écrivaine, et de Roger Gault, médecin.
Après une jeunesse parisienne, il s'installe à Poitiers (Vienne), où il s'engage dans l'aventure des radios libres, dès juin 1981 en regroupant les volontaires pour y créer la première radio libre, Radio-Poitiers qui deviendra Forum à partir de 1984.
Philippe Gault dirige la station qui passe par toutes les étapes de la vie turbulente des radios libres, enchaînant les combats pour l'obtention des autorisations d'émettre, son affirmation au rang de nouveau média, et la recherche des ressources de son développement professionnel progressif. Forum  est parmi les premières radios libres à viser un modèle économique d'indépendance basé sur les recettes publicitaires, même si Philippe Gault parvient à convaincre les villes de Poitiers et Châtellerault, le conseil général de la Vienne et le conseil régional de Poitou-Charentes d'accorder également quelques subventions à Forum  en raison du contenu éditorial des émissions. Ses concurrentes soutenues par la presse quotidienne locale (FMP avec La Nouvelle République, radio Chouette avec Centre Presse) sont absorbées par le développement des réseaux nationaux (la première devient Nostalgie, la seconde Chic puis Fun Radio).
Parmi les talents radiophoniques et journalistiques qui font leurs toutes premières armes sous sa direction sur Forum : Emmanuel Laurentin (France Culture : émission La Fabrique de l'Histoire), Jean-Luc Vibet (France Bleu), Thierry Lecamp (Europe 1), Philippe Mallet (France 3), Jean-Philippe Bois (†) (La Nouvelle République) .
De 1985 à 1995, Philippe Gault est un observateur et un commentateur de la vie locale et régionale, il présente des débats politiques radiodiffusés ou soutenus par l'antenne de Forum. Il anime également des débats publics sur les projets d'aménagement régionaux et locaux du Seuil du Poitou, ceux du « débat national d'aménagement du territoire » lancé par Charles Pasqua et relayé par une association constituée entre Forum et les chambres consulaires agricoles (débat au Futuroscope en janvier 1994 : « 2015 des campagnes pour y vivre »), ou lors des débats publics organisés à l'occasion des prospections de l'Agence nationale pour la gestion des déchets radioactifs (ANDRA) en vue de l'installation d'un laboratoire souterrain de déchets radioactifs dans le Sud-Vienne.
Il interviewe dans l'émission la Petite Semaine de Forum, co-animée avec Philippe Mallet et Sylvain Charrieau et diffusée le samedi matin de 10h à 11h, de nombreuses personnalités de tous horizons : Isabelle Autissier, René Monory, Édith Cresson, Jean-Pierre Raffarin, Jacques Santrot, Ségolène Royal, Alain Claeys, Claude Sérillon, Jean-Louis Foulquier, Jean-François Fountaine, Yves Coppens, Régine Deforges, Thierry Jonquet, et beaucoup d’autres.
En 1996, il s'associe au groupe de radios régionales indépendantes Start (devenu Groupe Sud-Radio puis Groupe 1981). Il quitte le micro pour exercer différents mandats et fonctions de direction dans ce groupe qui édite les radios Ado FM, Blackbox, Forum, Latina, Vibration, Voltage et Wit FM (janvier 2014),.
Il participe notamment à la négociation des acquisitions de Voltage, Latina, Sud Radio (cédée par le groupe en 2013) et Wit FM et à l'intégration des stations dans le  Groupe 1981. Il  est chargé également des dossiers juridiques et administratifs, notamment ceux ayant trait aux autorisations d'émettre en modulation de fréquence (FM) délivrées par le Conseil supérieur de l'audiovisuel (CSA).
Il est de 1994 à septembre 2015 le président du Syndicat interprofessionnel des radios et télévisions indépendantes (SIRTI) créé en 1981 par Patrick Meyer.
Il relance le syndicat, avec Mathieu Quétel, Jean-François Bizot, Bertrand de Villiers, Jean-Éric Valli, en parallèle du développement du groupement d'intérêt économique Les Indés Radios fondé en 1992.
Le SIRTI est devenu un syndicat qui compte dans le secteur audiovisuel, défendant les petites et moyennes entreprises indépendantes éditrices de radios et de télévisions. En tant que président du SIRTI, Philippe Gault dénonce les tendances à la concentration toujours actives dans l'audiovisuel, que ce soit en radio ou en télévision et en particulier défend le plafond de concentration en radio fixé à l'article 41 de la loi n°86-1067 du 30 septembre 1986 relative à la liberté de communication.
Philippe Gault participe aux négociations des droits d'auteurs et des droits voisins, et siège notamment dans la commission qui a déterminé le barème de la rémunération équitable perçue par la société de perception et de distribution des droits des artistes-interprètes en vertu de l'article L 214-1 du code de la propriété intellectuelle, par décision du 15 octobre 2007. La décision aménage un tarif progressif en fonction du chiffre d'affaires des radios et de la part de diffusion des phonogrammes, favorable aux radios indépendantes à budget modeste.
Il est également actif dans le champ de la négociation sociale, contribuant à animer les commissions mixtes paritaires qui ont élaboré les accords de la convention collective nationale des radios privées (convention collective n°3285). Il est le président de l'association patronale de la radiodiffusion (APAR), qui réunit avec le SIRTI les organisations d'employeurs dans le secteur des radios privées locales et associatives syndicat national des radios libres (SNRL), CNRA, FFRC et SNRC : cette association a établi plusieurs « rapports sur l'emploi dans la branche de la radiodiffusion privée ».
Mercredi 12 février 2014, il est présélectionné par le Conseil supérieur de l'audiovisuel (CSA) parmi les six candidats retenus à la présidence de Radio France. Les candidats sont auditionnés à huis clos par les neuf membres du CSA le 25 février 2014 et annonce deux jours plus tard la nomination de Mathieu Gallet à la tête de Radio France,,.
Le 27 mars 2014, Philippe Gault quitte le Groupe 1981.
Le 18 septembre 2015, Philippe Gault démissionne de la présidence et du Conseil d'Administration du SIRTI, quelques mois après que Mathieu Quétel avec lequel il avait dirigé le syndicat a décidé de ne pas se représenter au renouvellement de son mandat d'administrateur.

## Principaux mandats et activités professionnelles
- Président du SIRTI de 1994 à septembre 2015, regroupant 150 radios et télévisions indépendantes en France.
- Vice-Président de l'association européenne de radiodiffusion (AER), regroupant les représentants des radios privées en Europe[12]
- Président de l'APAR.
- Membre du conseil supérieur de la propriété littéraire et artistique[13].
- Ancien directeur général délégué du Groupe 1981.